# Christian Winter (Politiker)
Christian Winter (geboren am 25. Mai 1987 in Hagenow) ist ein deutscher Politiker der Sozialdemokratischen Partei Deutschlands (SPD). Seit 2021 ist er Abgeordneter des Landtags von Mecklenburg-Vorpommern.

## Leben
Er wuchs in Neu Wendischtuhn auf und ging zunächst in Boizenburg/Elbe zur Schule. Nach dem Umzug mit der Mutter in die Prignitz machte er im Jahr 2006 das Abitur an der Gesamtschule in Pritzwalk. Anschließend absolvierte er Zivildienst in einer Jugendherberge in Kiel. Ab dem Wintersemester 2007/2008 studierte Christian Winter an der Technischen Universität Berlin zunächst Wirtschaftsingenieurwesen, wechselte aber schon kurz darauf zur Volkswirtschaftslehre. Im Jahr 2011 machte er den Abschluss als Bachelor. Danach studierte er an der Universität zu Köln weiter und erhielt im Jahr 2014 den Masterabschluss. Seit 2015 ist er als Integrationscoach und Dozent für Personal- und Arbeitsmarktprojekte in Schwerin tätig.

## Politik
Seit 2005 ist Christian Winter Mitglied der SPD. Seit April 2017 war er Landesvorsitzender der SPD-Jugendorganisation.
Bei der Landtagswahl 2021 trat er im Landtagswahlkreis Ludwigslust-Parchim III an, gewann diesen mit 33,3 Prozent der Erststimmen (7370 Stimmen) und vertritt damit den Wahlkreis im 8. Landtag.